# Varioonops
Genre
Varioonops est un genre d'araignées aranéomorphes de la famille des Oonopidae.

## Distribution
Les espèces de ce genre se rencontrent en Amérique centrale et dans le Nord de l'Amérique du Sud.

## Liste des espèces
Selon World Spider Catalog (version 15.0, 2014) :
- Varioonops cafista Bolzern & Platnick, 2013
- Varioonops cerrado Bolzern & Platnick, 2013
- Varioonops chordio Bolzern & Platnick, 2013
- Varioonops edvardi Bolzern & Platnick, 2013
- Varioonops funator Bolzern & Platnick, 2013
- Varioonops girven Bolzern & Platnick, 2013
- Varioonops grancho Bolzern & Platnick, 2013
- Varioonops heredia Bolzern & Platnick, 2013
- Varioonops montesta Bolzern & Platnick, 2013
- Varioonops parlata Bolzern & Platnick, 2013
- Varioonops pittieri Bolzern & Platnick, 2013
- Varioonops poas Bolzern & Platnick, 2013
- Varioonops potaguo Bolzern & Platnick, 2013
- Varioonops ramila Bolzern & Platnick, 2013
- Varioonops sansidro Bolzern & Platnick, 2013
- Varioonops sinesama Bolzern & Platnick, 2013
- Varioonops spatharum Bolzern & Platnick, 2013
- Varioonops tortuguero Bolzern & Platnick, 2013
- Varioonops trujillo Bolzern & Platnick, 2013
- Varioonops varablanca Bolzern & Platnick, 2013
- Varioonops velsala Bolzern & Platnick, 2013
- Varioonops veragua Bolzern & Platnick, 2013
- Varioonops yacambu Bolzern & Platnick, 2013

## Publication originale
- Bolzern & Platnick, 2013 : The Neotropical goblin spiders of the new genus Varioonops (Araneae, Oonopidae). American Museum Novitates, no 3791, p. 1-66 (texte intégral).